# Inspired (песня Майли Сайрус)
«Inspired» — песня американской певицы и автора песен Майли Сайрус. Песня является первым промосинглом с шестого студийного альбома Сайрус «Younger Now». Трек представляет собой некую балладу о ЛГБТ-сообществе. Продюсером сингла выступил Орен Йоэл, а авторами — Йоэл и сама Сайрус.

## История

### Предыстория
Впервые трек был услышан в прямом эфире 17 мая, во время благотворительной акции фонда Сайрус — Happy Hippie Foundation. Песня стала полной неожиданностью, ибо певица до последнего хранила релиз трека в тайне.

### Релиз
9 июня состоялась официальная премьера. Трек стал доступен как для покупки, так и для стриминга.

## Критика
В целом, песня получила положительные отзывы.
В своей рецензии авторитетное издание Idolator высказалось о треке следующим образом : «Новая баллада полностью охватывает жанр, который сделал её отца суперзвездой в 90-х годах». Мы обязаны потянуть за ту самую ручку, дабы изменить этот мир. Она поет, словно хор, под струнами гитары и скрипки. Это так странно, ведь мы всегда чувствуем себя такими маленьким, но послушав «Inspired», понимаем, что нет. Надеюсь, вы чувствуете себя вдохновленными.

## Живые выступления

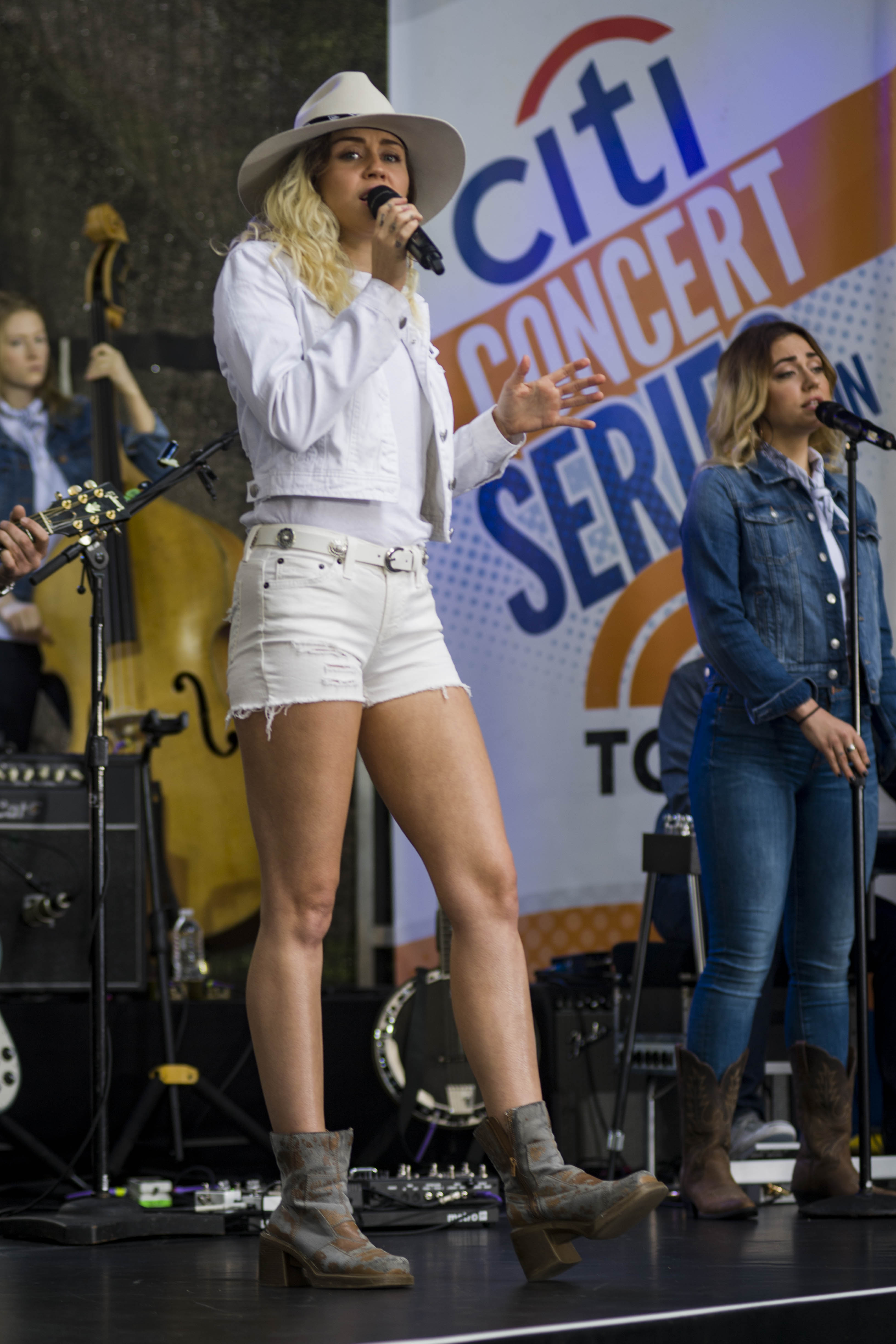
Майли на «Today Show»

1 июня Сайрус появилась на «Today Show», со своим официальным синглом «Malibu», тогда же певица и в первый раз на телевидении исполнила балладу.
Вскоре после этого, 4 июня, Сайрус выступила на мероприятии в Манчестере, благотворительном концерте под названием «One Love Manchster», в связи с текрактом. Концерт был устроен, чтобы воздать должное жертвам бомбардировки Манчестера. Он подразумевал собой сбор средств для семей пострадавших. Около 55 000 людей приняли участие.
11 июня Сайрус выступила на фестивале в Майами, исполнив песню.
На следующий день певица исполнила в сингл во время концерта, на гей-параде в Вашингтоне, округ Колумбия.
14 июня на Нов Red Room Global Tour в Нью-Йорке, Сайрус исполнила несколько песен, в том числе и «Inspired».
Некоторое время спустя, певица стала специальным гостем в программе Джимми Фэллона «The Tonight Show», где, помимо интервью, спела и балладу.
Вскоре трек был исполнен во время концерта Kiss108 в Бостоне .